# Epidendrum saxatile
Epidendrum saxatile är en orkidéart som beskrevs av John Lindley. Epidendrum saxatile ingår i släktet Epidendrum och familjen orkidéer. Inga underarter finns listade i Catalogue of Life.

## Bildgalleri

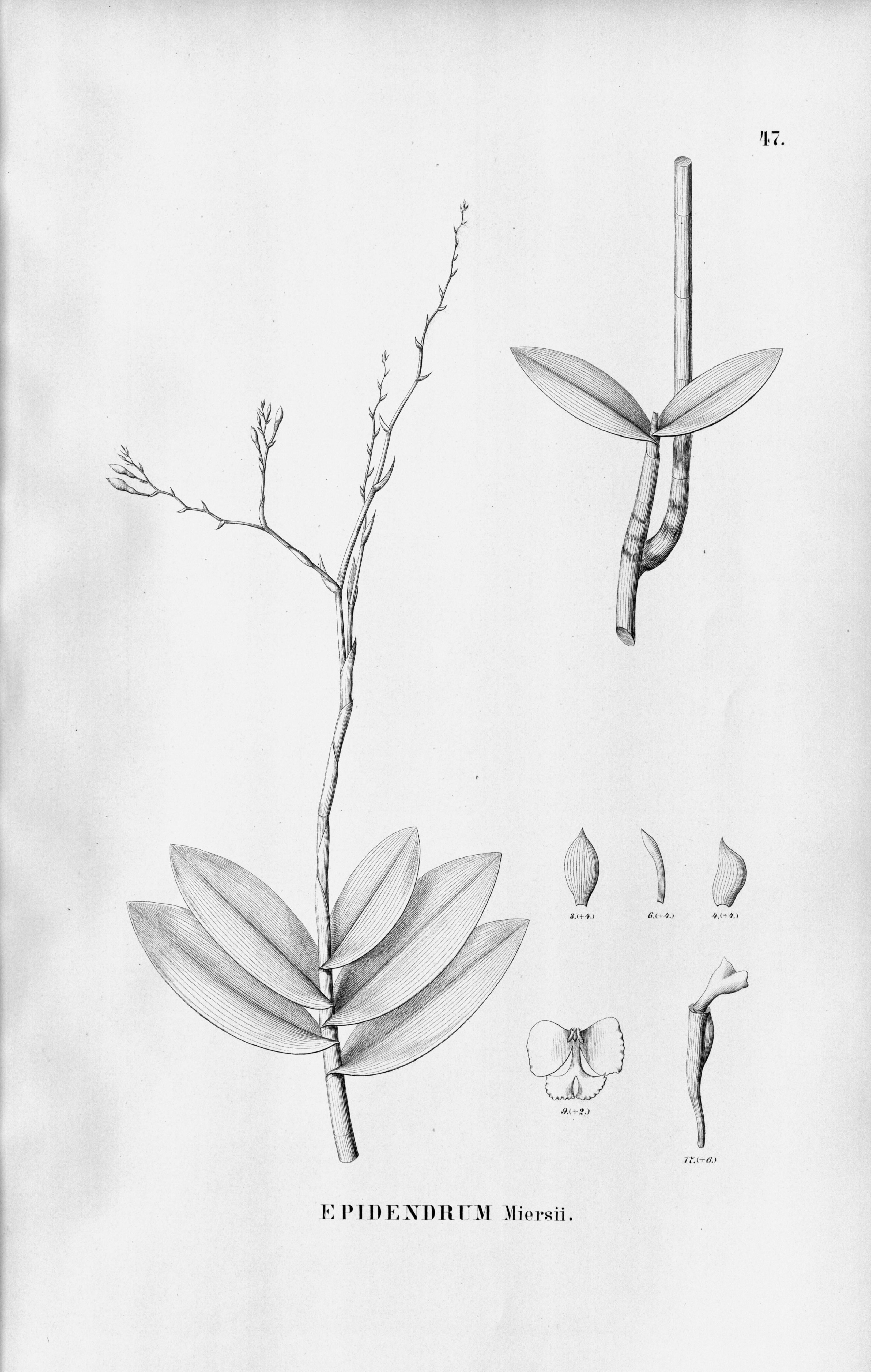
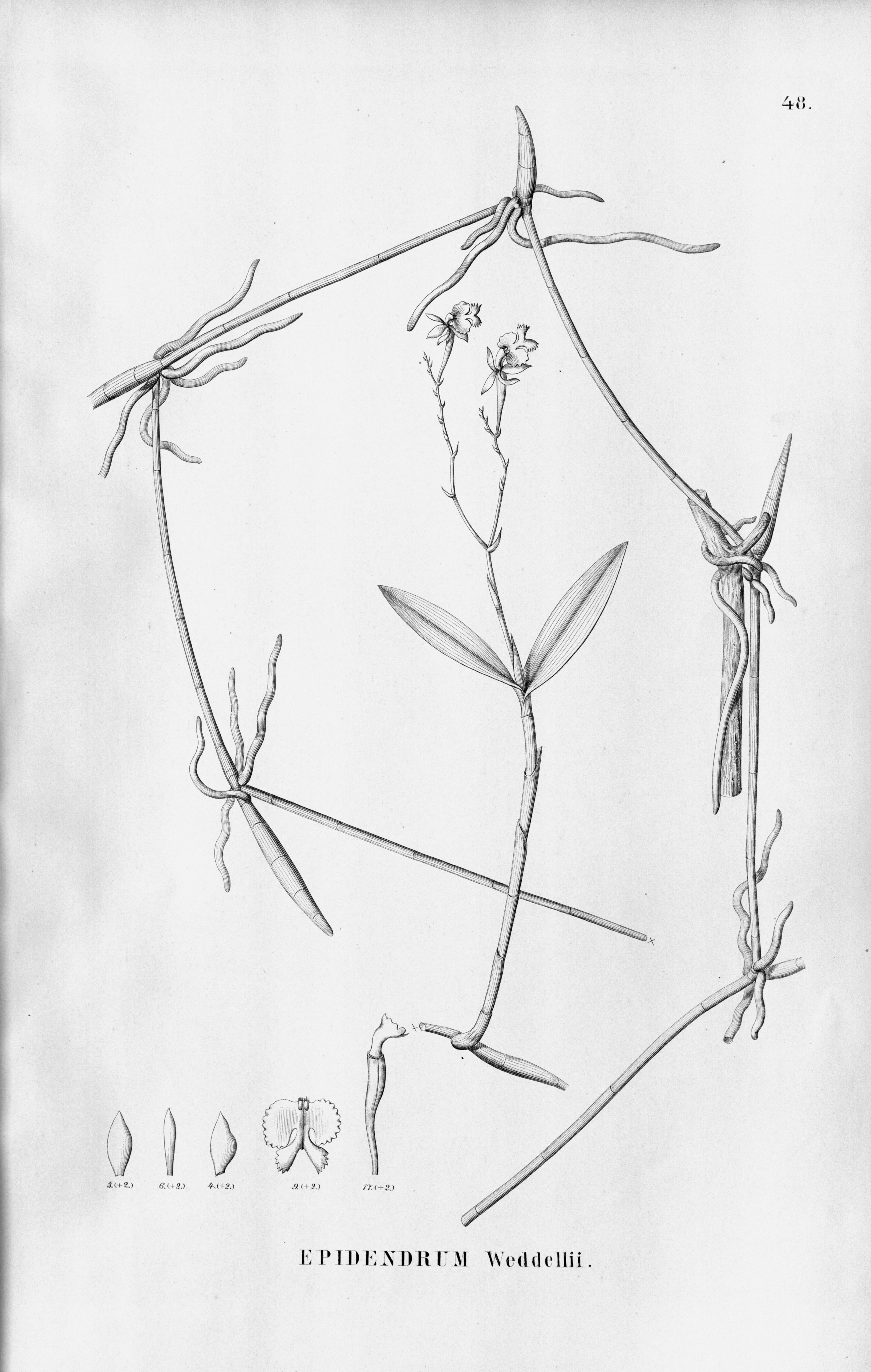